# Félix Bellator de Beaumont
Pour les articles homonymes, voir Beaumont.
Félix Bellator de Beaumont, dit le comte de Beaumont, dit aussi « Beaumont de la Somme », né le 25 décembre 1793 et mort le 22 février 1866 à Paris, est un homme politique français.

## Biographie

### Famille
Félix Bellator de Beaumont est le fils d'Étienne Joseph de Beaumont et de Marie Casimir Bouillier. Il épousa en 1826 Clémentine Rose Bavoux née à Paris en 1810, fille de François Nicolas Bavoux, professeur de Droit, député, et d'Adélaïde Rose Bernard, la sœur d'Évariste Bavoux, avocat, député, conseiller d'État, proche du régime impérial.
Elle mourut à Paris 8e le 11 juin 1862 et son époux également à Paris 8e, en son domicile, 8 rue Royale, le 22 février 1866. Tous deux ont eu une fille, Denise de Beaumont, morte à Paris le 16 novembre 1853 à l'âge de 20 ans, sans postérité .

### Carrière militaire
Officier, saint-cyrien, il prit part aux dernières campagnes napoléoniennes. Prisonnier des Russes à Dresde en 1813, il ne revint en France qu'en 1815. Il servit à Waterloo, puis dans la Légion des Ardennes. Il quitta l'armée en 1826, avec le grade de capitaine, après avoir été mis hors activité en raison de ses opinions bonapartistes.

### Propriétaire terrien
Rendu à la vie civile, il hérita de sa tante ce qu'il restait de l'ancien domaine des ducs de Chaulnes, à Chaulnes, dans le département de la Somme, où il s'aménagea une propriété et un domaine agricole . Il fut l'un des promoteurs de la culture intensive de la betterave à sucre dans le Santerre, pays du département de la Somme dont il devint l'élu.

### Carrière politique

#### Député de la Somme sous la Monarchie de Juillet
Rallié à Louis-Philippe, brillant orateur, il fut élu député de la Somme de 1839 à 1851 au suffrage censitaire. Il siégea cependant avec l'Opposition dynastique et participa en 1847 à la campagne des banquets. 
À la Chambre, il traita particulièrement des dossiers agricoles. Il prit ensuite une part active à divers autres dossiers, tels que l’armée, les fortifications, le chemin de fer.
Félix de Beaumont bénéficia d'une autorisation permanente pour rendre visite à Louis-Napoléon Bonaparte, lors de son incarcération au château de Ham, de 1840 à 1846, après sa tentative ratée de soulèvement de la garnison de Boulogne-sur-Mer.

#### Député de la Somme pendant la IIe République
Devenu républicain, il fut nommé après la Révolution de 1848, commissaire de la République pour le département de la Somme, par le ministre de l'Intérieur du gouvernement provisoire, Alexandre Ledru-Rollin. Le 24 avril 1848, il fut élu au suffrage universel, nouvellement instauré, député de la Somme avec les treize autres candidats conservateurs. Il se prononça en faveur de Louis-Napoléon Bonaparte lors de l’élection présidentielle des 10 et 11 décembre 1848.

#### Sénateur du Second Empire
Félix Bellator de Beaumont  fit partie de la première promotion de sénateurs qui suivit le coup d’État du 2 décembre 1851 et soutint le rétablissement de l'Empire, effectif au 2 décembre 1852. 
Sous le Second Empire, il siégea au Sénat jusqu'à sa mort, en 1866, tout en intervenant assez peu dans les débats.

#### Un élu local
En février 1848, il fut commissaire du gouvernement pour le département de la Somme.
La même année, il devint conseiller général du canton de Chaulnes jusqu'à sa mort, en 1866. En 1849, il devint président du Conseil général de la Somme, puis, à nouveau, sans discontinuer, de 1852 à 1865. 
On doit, à son action et à sa proximité avec l'Empereur, la construction du musée de Picardie, à Amiens.

### Distinction
- Commandeur de la Légion d'honneur par décret du 13 août 1861.